# Opistotels
Els opistotels (Opisthothelae) són un tàxon de l'ordre Araneae, que inclou els migalomorfs i els araneomorfs, però exclou els mesotels. Opisthothelae es presenta de vegades com un clade sense categoria taxonòmicai, a vegades com un subordre d'Araneae. En aquest últim cas, Mygalomorphae i Araneomorphae són degradats a infraordres.
La relativament recent creació d'aquest tàxon s'ha justificat per la necessitat de distingir aquestes aranyes de les Mesothelae, que mostren moltes de les característiques més primitives. Els que distingeixen entre Mesothelae i Opisthothelae són:
- Les plaques tergals a l'abdomen de Mesothelae però absents a Opisthothelae;
- L'absència gairebé total dels ganglis a l'abdomen d'Opisthothelae;
- La posició de quasi-mediana de les fileres a Mesothelae en comparació amb la posició distal d'Opistothelae;
- L'absència de glàndules de verí en la majoria de les espècies Mesothelae.

Entre Opisthothelae, els quelícers de Mygalomorphae apunten directament cap avall al davant de l'obertura boca i només permeten a l'aranya mossegar la seva presa de dalt a baix, mentre que en Araneomorphae s'enfronten els uns als altres com tenalles, el que permet una adherència més ferma. És difícil distingir entre araneomorfs i migalomorfs en la primera inspecció tret que les mostres siguin prou grans per permetre l'examen immediat dels quelícers.